# New Hampshire kormányzóinak listája
Ez a lista az Amerikai Egyesült Államok New Hampshire államának kormányzóit sorolja föl. A nevét az angol Hampshire megyéről kapta. Az állam a lakosság száma szerint a 41. a sorban. Egyike volt az eredeti tizenhárom amerikai brit gyarmatnak, és 1788. június 21-én, sorrendben kilencedikként írta alá az Egyesült Államok alkotmányát. New Hampshire volt az első tagállam, amelynek saját alkotmánya lett.
A kormányzói széket két évre lehet elnyerni, de nincs meghatározva, hogy egy adott személy hányszor választható meg.
Jelenleg a 92. kormányzó, a Republikánus Párthoz tartozó Chris Sununu tölti be a tisztséget 2017. január 5. óta. New Hampshireben nem választanak alkormányzót.

## Párthovatartozás
| Párt | Párt                   | Kormányzók |
| ---- | ---------------------- | ---------- |
|      | Republikánus           | 51         |
|      | Demokrata              | 20         |
|      | Demokrata-republikánus | 11         |
|      | Föderalista            | 5          |
| FÜGG | Független              | 2          |
|      | Whig                   | 1          |
|      | Amerika-párt           | 1          |

## Az Egyesült Államok fennhatóságát megelőző időszak kormányzói

### Korai - ültetvényes - időszak kormányzói

#### Alsó terület kormányzói (1630-1641)
| Kormányzó        | Hivatali idő kezdete | Hivatali idő vége |
| ---------------- | -------------------- | ----------------- |
| Walter Neale     | 1630                 | 1633              |
| Francis Williams | 1634?                | 1641              |
| Henry Josselyn   | 1634                 | 1638              |
| Francis Norton   | 1638                 | 1640?             |

#### Felső terület kormányzói (1631-1641)
| Kormányzó      | Hivatali idő kezdete | Hivatali idő vége |
| -------------- | -------------------- | ----------------- |
| Thomas Wiggin  | 1633?                | 1637              |
| George Burdett | 1637                 | 1641              |

### Massachusettsi-öböl kormányzóinak fennhatósága alatt (1641–1680)
| Kép | Kormányzó          | Hivatali idő kezdete | Hivatali idő vége  | Helyettes                    |
| --- | ------------------ | -------------------- | ------------------ | ---------------------------- |
| | Thomas Dudley      | 1640. május 13.      | 1641. június 2.    | Richard Bellingham           |
| | Richard Bellingham | 1641. június 2.      | 1642. május 18.    | John Endecott                |
| | John Winthrop      | 1642. május 18.      | 1644. május 29.    | John Endecott                |
| | John Endecott      | 1644. május 29.      | 1645. május 14.    | John Winthrop                |
| | Thomas Dudley      | 1645. május 14.      | 1646. május 6.     | John Winthrop                |
| | John Winthrop      | 1646. május 6.       | 1649. május 2.     | Thomas Dudley                |
| | John Endecott      | 1649. május 2.       | 1650. május 22.    | Thomas Dudley                |
| | Thomas Dudley      | 1650. május 22.      | 1651. május 7.     | John Endecott                |
| | John Endecott      | 1651. május 7.       | 1654. május 3.     | Thomas Dudley                |
| | Richard Bellingham | 1654. május 3.       | 1655. május 23.    | John Endecott                |
| | John Endecott      | 1655. május 23.      | 1665. május 3.     | Richard Bellingham           |
| | Richard Bellingham | 1665. május 3.       | 1672. december 12. | Francis Willoughby (1665–71) |
| John Leverett (1671–72) | Richard Bellingham | 1665. május 3.       | 1672. december 12. |                              |
| A three-quarter length engraved portrait of Leverett in full military uniform. His right hand rests on a knight's helmet, and his left is on his hip, holding gloves.    | John Leverett      | 1672. december 12.   | 1679. május 28.    | Samuel Symonds (1673–78)     |
| A three-quarter length engraved portrait of Leverett in full military uniform. His right hand rests on a knight's helmet, and his left is on his hip, holding gloves.    | John Leverett      | 1672. december 12.   | 1679. május 28.    | Simon Bradstreet (1678–79)   |
| A head and shoulders portrait of Bradstreet, who wears a gold-peach robe over a black shirt and white cravat. His shoulder-length hair is topped with a small black cap. | Simon Bradstreet   | 1679. május 28.      | 1680. január 21.   | Thomas Danforth              |

### Első proviniciális időszak (1680–1686)
| Kép | Kormányzó                        | Kinevezve            | Hivatali idő kezdete | Hivatali idő vége |
| --- | -------------------------------- | -------------------- | -------------------- | ----------------- |
|     | John Cutt (mint elnök)           | 1679. szeptember 18. | 1680. január 21.     | 1681. március     |
|     | Richard Waldron (mint elnök)     | 1680. január 22.     | 1681. március        | 1682. október 4.  |
|     | Edward Cranfield                 | 1682. május 9.       | 1682. október 4.     | 1685. június      |
|     | Walter Barefoote (helyettesként) | –                    | 1685. június         | 1686. május 25.   |

### New England dominium kormányzói (1686-1692)
| Kép | Kormányzó                                       | Hivatali idő kezdete | Hivatali idő vége  | Helyettes         |
| --- | ----------------------------------------------- | -------------------- | ------------------ | ----------------- |
| A half-length oil portrait of Joseph Dudley, wearing a magistrate's robe.                                                             | Joseph Dudley (New England-i gyűlés elnökeként) | 1686. május 25.      | 1686. december 20. | William Stoughton |
| A half-length engraved black-and-white portrait of Edmund Andros. He wears metal plate armor, and a lace collar or cravat is visible. | Sir Edmund Andros                               | 1686. december 20.   | 1689. április 18.  | Francis Nicholson |
| | Simon Bradstreet (de facto kormányzó)           | 1690. március 19.    | 1692               | Thomas Danforth   |

### Második provinciális időszak (1692-1775)
| Kép | Kormányzó                            | Hivatali idő kezdete | Hivatali idő vége   | Helyettes                            |
| --- | ------------------------------------ | -------------------- | ------------------- | ------------------------------------ |
| | Samuel Allen                         | 1691/2. március 1.   | 1699. július 31.    | John Usher (1692–97)                 |
| William Partridge (1699–1701) | Samuel Allen                         | 1691/2. március 1.   | 1699. július 31.    |                                      |
| A black and white half-length engraved portrait of Bellomont. He wears a uniform adorned with military honors. | Richard Coote, 1st Earl of Bellomont | 1697. június 18.     | 1701/2. március 5.  |                                      |
| Széküresedés |                                      |                      |                     |                                      |
| | Joseph Dudley                        | 1702. április 1.     | 1716. október 7.    | John Usher (1702–1715)               |
| Széküresedés | Széküresedés                         | Széküresedés         | Széküresedés        | George Vaughan (1715–17)             |
| | Samuel Shute                         | 1716. május 10.      | 1723. január 1.     | George Vaughan (1715–17)             |
| John Wentworth (1717–30) | Samuel Shute                         | 1716. május 10.      | 1723. január 1.     |                                      |
| Széküresedés |                                      |                      |                     |                                      |
| | William Burnet                       | 1727. december 19.?  | 1729. szeptember 7. |                                      |
| Széküresedés |                                      |                      |                     |                                      |
| A head and shoulders portrait detail of Jonathan Belcher in middle age. He wears a wig and a reddish-brown jacket. | Jonathan Belcher                     | 1729. december 11.   | 1741. december 12.  | David Dunbar (1730–37)               |
| A head and shoulders portrait detail of Jonathan Belcher in middle age. He wears a wig and a reddish-brown jacket. | Jonathan Belcher                     | 1729. december 11.   | 1741. december 12.  | Széküresedés                         |
| A full length portrait of Benning Wentworth. He faces left, looking toward the painter. Dressed in a blue suit, his right hand rests on a cane. In the background is a window through which a tropical view is visible. | Benning Wentworth                    | 1741. június 4.      | 1767. július 30.    |                                      |
| A full length portrait of Benning Wentworth. He faces left, looking toward the painter. Dressed in a blue suit, his right hand rests on a cane. In the background is a window through which a tropical view is visible. | Benning Wentworth                    | 1741. június 4.      | 1767. július 30.    | John Temple (tiszteletbeli, 1762–74) |
| A half length portrait of John Wentworth. He faces right but looks toward the painter. He wears a powdered wig and fashionable mid-18th century clothing.                                                               | John Wentworth Jr.                   | 1766. augusztus 11.  | 1775. augusztus 24. |                                      |

## New Hampshire szövetségi állam kormányzói
| New Hampshire kormányzóinak listája                                                        | New Hampshire kormányzóinak listája                                                        | New Hampshire kormányzóinak listája                                                        | New Hampshire kormányzóinak listája                                                        | New Hampshire kormányzóinak listája                                                        | New Hampshire kormányzóinak listája                                                        | New Hampshire kormányzóinak listája |
| Föderalista Amerika-párt Demokrata-Republikánus Whig Párt Demokrata Párt Republikánus Párt | Föderalista Amerika-párt Demokrata-Republikánus Whig Párt Demokrata Párt Republikánus Párt | Föderalista Amerika-párt Demokrata-Republikánus Whig Párt Demokrata Párt Republikánus Párt | Föderalista Amerika-párt Demokrata-Republikánus Whig Párt Demokrata Párt Republikánus Párt | Föderalista Amerika-párt Demokrata-Republikánus Whig Párt Demokrata Párt Republikánus Párt | Föderalista Amerika-párt Demokrata-Republikánus Whig Párt Demokrata Párt Republikánus Párt | Föderalista Amerika-párt Demokrata-Republikánus Whig Párt Demokrata Párt Republikánus Párt |
| #                                                                                          | Kép                                                                                        | Kormányzó                                                                                  | Hivatali idő                                                                               | Hivatali idő                                                                               | Párt                                                                                       | Egyéb választott (szövetségi) tisztségei |
| #                                                                                          | Kép                                                                                        | Kormányzó                                                                                  | Kezdete                                                                                    | Vége                                                                                       | Párt                                                                                       | Egyéb választott (szövetségi) tisztségei |
| ------------------------------------------------------------------------------------------ | ------------------------------------------------------------------------------------------ | ------------------------------------------------------------------------------------------ | ------------------------------------------------------------------------------------------ | ------------------------------------------------------------------------------------------ | ------------------------------------------------------------------------------------------ | --- |
| 1                                                                                          |                                                                                            | Meshech Weare                                                                              | 1776. június 15.                                                                           | 1785. június 1.                                                                            | FÜGG                                                                                       | A funkció megnevezése: New Hampshire állam elnöke |
| 2                                                                                          |                                                                                            | John Langdon                                                                               | 1785. június 1.                                                                            | 1786. június 7.                                                                            | FÜGG                                                                                       | A funkció megnevezése: New Hampshire állam elnöke A Kontinentális kongresszus tagja (1975–1976) Az Egyesült Államok szenátusának tagja (1789–1801) Az Amerikai Egyesült Államok Szenátusának pro tempore elnöke (1789; 1792-1793) |
| 3                                                                                          |                                                                                            | John Sullivan                                                                              | 1786. június 7.                                                                            | 1788. június 4.                                                                            |                                                                                            | A funkció megnevezése: New Hampshire állam elnöke |
| 4                                                                                          |                                                                                            | John Langdon                                                                               | 1788. június 4.                                                                            | 1789. január 22.                                                                           |                                                                                            | A funkció megnevezése: New Hampshire állam elnöke A Kontinentális kongresszus tagja (1975–1976) Az Egyesült Államok szenátusának tagja (1789–1801) Az Amerikai Egyesült Államok Szenátusának pro tempore elnöke (1789; 1792-1793) |
| 5                                                                                          |                                                                                            | John Sullivan                                                                              | 1789. január 22.                                                                           | 1790. június 5.                                                                            |                                                                                            | A funkció megnevezése: New Hampshire állam elnöke |
| 6                                                                                          |                                                                                            | Josiah Bartlett                                                                            | 1790. június 5.                                                                            | 1794. június 5.                                                                            |                                                                                            | A funkció új neve: New Hampshire állam kormányzója A Kontinentális kongresszus tagja (1775-1779) |
| 7                                                                                          |                                                                                            | John Taylor Gilman                                                                         | 1794. június 5.                                                                            | 1805. június 6.                                                                            |                                                                                            | |
| 8                                                                                          |                                                                                            | John Langdon                                                                               | 1805. június 6.                                                                            | 1809. június 8.                                                                            |                                                                                            | A Kontinentális kongresszus tagja (1975–1976) Az Egyesült Államok szenátusának tagja (1789–1801) Az Amerikai Egyesült Államok Szenátusának pro tempore elnöke (1789; 1792-1793)                                                   |
| 9                                                                                          |                                                                                            | Jeremiah Smith                                                                             | 1809. június 8.                                                                            | 1810. június 5.                                                                            |                                                                                            | Az Egyesült Államok képviselőházának tagja (1793–1797) |
| 10                                                                                         |                                                                                            | John Langdon                                                                               | 1810. június 5.                                                                            | 1812. június 5.                                                                            |                                                                                            | A Kontinentális kongresszus tagja (1975–1976) Az Egyesült Államok szenátusának tagja (1789–1801) Az Amerikai Egyesült Államok Szenátusának pro tempore elnöke (1789; 1792-1793)                                                   |
| 11                                                                                         |                                                                                            | William Plumer                                                                             | 1812. június 5.                                                                            | 1813. június 3.                                                                            |                                                                                            | Az Egyesült Államok szenátusának tagja (1802–1807) |
| 12                                                                                         |                                                                                            | John Taylor Gilman                                                                         | 1813. június 3.                                                                            | 1816. június 6.                                                                            |                                                                                            | |
| 13                                                                                         |                                                                                            | William Plumer                                                                             | 1816. június 6.                                                                            | 1819. június 3.                                                                            |                                                                                            | Az Egyesült Államok szenátusának tagja (1802–1807) |
| 14                                                                                         |                                                                                            | Samuel Bell                                                                                | 1819. június 3.                                                                            | 1823. június 5.                                                                            |                                                                                            | Az Egyesült Államok szenátusának tagja (1823–1835) |
| 15                                                                                         |                                                                                            | Levi Woodbury                                                                              | 1823. június 5.                                                                            | 1824. június 3.                                                                            |                                                                                            | Az Egyesült Államok tengerészeti minisztere (1831–1834) Az Egyesült Államok pénzügyi minisztere (1834–1841) A Legfelsőbb bíróság bírája (1845–1851) Az Egyesült Államok szenátusának tagja (1825–1831; 1841–1845)                 |
| 16                                                                                         |                                                                                            | David L. Morril                                                                            | 1824. június 3.                                                                            | 1827. június 7.                                                                            |                                                                                            | Az Egyesült Államok szenátusának tagja (1817–1823) |
| 17                                                                                         |                                                                                            | Benjamin Pierce                                                                            | 1827. június 7.                                                                            | 1828. június 5.                                                                            |                                                                                            | |
| 18                                                                                         |                                                                                            | John Bell                                                                                  | 1828. június 5.                                                                            | 1829. június 4.                                                                            |                                                                                            | |
| 19                                                                                         |                                                                                            | Benjamin Pierce                                                                            | 1829. június 4.                                                                            | 1830. június 3.                                                                            |                                                                                            | |
| 20                                                                                         |                                                                                            | Matthew Harvey                                                                             | 1830. június 3.                                                                            | 28 febbraio 1831                                                                           |                                                                                            | Az Egyesült Államok képviselőházának tagja (1821–1825) |
| -                                                                                          |                                                                                            | Joseph Merrill Harper                                                                      | 1831. február 28.                                                                          | 1831. június 2.                                                                            |                                                                                            | Az állami szenátus elnökeként, helyettesként Az Egyesült Államok képviselőházának tagja (1831–1835) |
| 21                                                                                         |                                                                                            | Samuel Dinsmoor                                                                            | 1831. június 2.                                                                            | 1834. június 5.                                                                            |                                                                                            | Az Egyesült Államok képviselőházának tagja (1811–1813) |
| 22                                                                                         |                                                                                            | William Badger                                                                             | 1834. június 5.                                                                            | 1836. június 2.                                                                            |                                                                                            | |
| 23                                                                                         |                                                                                            | Isaac Hill                                                                                 | 1836. június 2.                                                                            | 1839. június 5.                                                                            |                                                                                            | Az Egyesült Államok szenátusának tagja (1831–1836) |
| 24                                                                                         |                                                                                            | John Page                                                                                  | 1839. június 5.                                                                            | 1842. június 2.                                                                            |                                                                                            | Az Egyesült Államok szenátusának tagja (1836–1837) |
| 25                                                                                         |                                                                                            | Henry Hubbard                                                                              | 1842. június 2.                                                                            | 1844. június 6.                                                                            |                                                                                            | Az Egyesült Államok képviselőházának tagja (1829–1835) Az Egyesült Államok szenátusának tagja (1835–1841) |
| 26                                                                                         |                                                                                            | John H. Steele                                                                             | 1844. június 6.                                                                            | 1846. június 4.                                                                            |                                                                                            | |
| 27                                                                                         |                                                                                            | Anthony Colby                                                                              | 1846. június 4.                                                                            | 1847. június 3.                                                                            |                                                                                            | |
| 28                                                                                         |                                                                                            | Jared W. Williams                                                                          | 1847. június 3.                                                                            | 1849. június 7.                                                                            |                                                                                            | Az Egyesült Államok képviselőházának tagja (1837–1841) Az Egyesült Államok szenátusának tagja (1853–1854) |
| 29                                                                                         |                                                                                            | Dinsmoor Samuel Junior                                                                     | 1849. június 7.                                                                            | 1852. június 3.                                                                            |                                                                                            | |
| 30                                                                                         |                                                                                            | Noah Martin                                                                                | 1852. június 3.                                                                            | 1854. június 8.                                                                            |                                                                                            | |
| 31                                                                                         |                                                                                            | Nathaniel B. Baker                                                                         | 1854. június 8.                                                                            | 1855. június 7.                                                                            |                                                                                            | |
| 32                                                                                         |                                                                                            | Ralph Metcalf                                                                              | 1855. június 7.                                                                            | 1857. június 4.                                                                            |                                                                                            | |
| 33                                                                                         |                                                                                            | William Haile                                                                              | 1857. június 4.                                                                            | 1859. június 2.                                                                            |                                                                                            | |
| 34                                                                                         |                                                                                            | Ichabod Goodwin                                                                            | 1859. június 2.                                                                            | 1861. június 6.                                                                            |                                                                                            | |
| 35                                                                                         |                                                                                            | Nathaniel S. Berry                                                                         | 1861. június 6.                                                                            | 1863. június 3.                                                                            |                                                                                            | |
| 36                                                                                         |                                                                                            | Joseph A. Gilmore                                                                          | 1863. június 3.                                                                            | 1865. június 8.                                                                            |                                                                                            | |
| 37                                                                                         |                                                                                            | Frederick Smyth                                                                            | 1865. június 8.                                                                            | 1867. június 6.                                                                            |                                                                                            | |
| 38                                                                                         |                                                                                            | Walter Harriman                                                                            | 1867. június 6.                                                                            | 1869. június 3.                                                                            |                                                                                            | |
| 39                                                                                         |                                                                                            | Onslow Stearns                                                                             | 1869. június 3.                                                                            | 1871. június 8.                                                                            |                                                                                            | |
| 40                                                                                         |                                                                                            | James A. Weston                                                                            | 1871. június 8.                                                                            | 1872. június 6.                                                                            |                                                                                            | |
| 41                                                                                         |                                                                                            | Ezekiel Albert Straw                                                                       | 1872. június 6.                                                                            | 1874. június 3.                                                                            |                                                                                            | |
| 42                                                                                         |                                                                                            | James A. Weston                                                                            | 1874. június 3.                                                                            | 1875. június 10.                                                                           |                                                                                            | |
| 43                                                                                         |                                                                                            | Person Colby Cheney                                                                        | 1875. június 10.                                                                           | 1877. június 7.                                                                            |                                                                                            | Az Egyesült Államok szenátusának tagja (1886–1887) |
| 44                                                                                         |                                                                                            | Benjamin F. Prescott                                                                       | 1877. június 7.                                                                            | 1879. június 5.                                                                            |                                                                                            | |
| 45                                                                                         |                                                                                            | Natt Head                                                                                  | 1879. június 5.                                                                            | 1881. június 2.                                                                            |                                                                                            | |
| 46                                                                                         |                                                                                            | Charles H. Bell                                                                            | 1881. június 2.                                                                            | 1883. június 7.                                                                            |                                                                                            | Az Egyesült Államok szenátusának tagja (1879) |
| 47                                                                                         |                                                                                            | Samuel W. Hale                                                                             | 1883. június 7.                                                                            | 1885. június 4.                                                                            |                                                                                            | |
| 48                                                                                         |                                                                                            | Moody Currier                                                                              | 1885. június 4.                                                                            | 1887. június 2.                                                                            |                                                                                            | |
| 49                                                                                         |                                                                                            | Charles H. Sawyer                                                                          | 1887. június 2.                                                                            | 1889. június 6.                                                                            |                                                                                            | |
| 50                                                                                         |                                                                                            | David H. Goodell                                                                           | 1889. június 6.                                                                            | 1891. január 8.                                                                            |                                                                                            | |
| 51                                                                                         |                                                                                            | Hiram A. Tuttle                                                                            | 1891. január 8.                                                                            | 1893. január 5.                                                                            |                                                                                            | |
| 52                                                                                         |                                                                                            | John B. Smith                                                                              | 1893. január 5.                                                                            | 1895. január 3.                                                                            |                                                                                            | |
| 53                                                                                         |                                                                                            | Charles A. Busiel                                                                          | 1895. január 3.                                                                            | 1897. január 7.                                                                            |                                                                                            | |
| 54                                                                                         |                                                                                            | George A. Ramsdell                                                                         | 1897. január 7.                                                                            | 1899. január 5.                                                                            |                                                                                            | |
| 55                                                                                         |                                                                                            | Frank W. Rollins                                                                           | 1899. január 5.                                                                            | 1901. január 3.                                                                            |                                                                                            | |
| 56                                                                                         |                                                                                            | Chester B. Jordan                                                                          | 1901. január 3.                                                                            | 1903. január 1.                                                                            |                                                                                            | |
| 57                                                                                         |                                                                                            | Nahum J. Bachelder                                                                         | 1903. január 1.                                                                            | 1905. január 5.                                                                            |                                                                                            | |
| 58                                                                                         |                                                                                            | John McLane                                                                                | 1905. január 5.                                                                            | 1907. január 3.                                                                            |                                                                                            | |
| 59                                                                                         |                                                                                            | Charles M. Floyd                                                                           | 1907. január 3.                                                                            | 1909. január 7.                                                                            |                                                                                            | |
| 60                                                                                         |                                                                                            | Henry B. Quinby                                                                            | 1909. január 7.                                                                            | 1911. január 5.                                                                            |                                                                                            | |
| 61                                                                                         |                                                                                            | Robert P. Bass                                                                             | 1911. január 5.                                                                            | 1913. január 2.                                                                            |                                                                                            | |
| 62                                                                                         |                                                                                            | Samuel D. Felker                                                                           | 1913. január 2.                                                                            | 1915. január 1.                                                                            |                                                                                            | |
| 63                                                                                         |                                                                                            | Rolland H Spaulding                                                                        | 1915. január 1.                                                                            | 1917. január 2.                                                                            |                                                                                            | |
| 64                                                                                         |                                                                                            | Henry W. Keyes                                                                             | 1917. január 2.                                                                            | 1919. január 6.                                                                            |                                                                                            | Az Egyesült Államok szenátusának tagja (1919–1937) |
| 65                                                                                         |                                                                                            | John H. Bartlett                                                                           | 1919. január 6.                                                                            | 1921. január 6.                                                                            |                                                                                            | |
| 66                                                                                         |                                                                                            | Albert O. Brown                                                                            | 1921. január 6.                                                                            | 1923. január 4.                                                                            |                                                                                            | |
| 67                                                                                         |                                                                                            | Fred H. Brown                                                                              | 1923. január 4.                                                                            | 1º gennaio 1925                                                                            |                                                                                            | Az Egyesült Államok szenátusának tagja (1933–1939) |
| 68                                                                                         |                                                                                            | John Gilbert Winant                                                                        | 1925. január 1.                                                                            | 1925. január 1.                                                                            |                                                                                            | Az Egyesült Államok nagykövete az Egyesült Királyságban (1941–1946) |
| 69                                                                                         |                                                                                            | Huntley N. Spaulding                                                                       | 1927. január 6.                                                                            | 1929. január 3.                                                                            |                                                                                            | |
| 70                                                                                         |                                                                                            | Charles William Tobey                                                                      | 1929. január 3.                                                                            | 1931. január 1.                                                                            |                                                                                            | Az Egyesült Államok képviselőházának tagja (1933–1939) Az Egyesült Államok szenátusának tagja (1939–1953) |
| 71                                                                                         |                                                                                            | John Gilbert Winant                                                                        | 1931. január 1.                                                                            | 1935. január 3.                                                                            |                                                                                            | Az Egyesült Államok nagykövete az Egyesült Királyságban (1941–1946) |
| 72                                                                                         |                                                                                            | Styles Bridges                                                                             | 1935. január 3.                                                                            | 1937. január 7.                                                                            |                                                                                            | Az Egyesült Államok szenátusának tagja (1937–1961) Az Amerikai Egyesült Államok Szenátusának pro tempore elnöke (1953–1955) |
| 73                                                                                         |                                                                                            | Francis P. Murphy                                                                          | 1937. január 7.                                                                            | 1941. január 2.                                                                            |                                                                                            | |
| 74                                                                                         |                                                                                            | Robert O. Blood                                                                            | 1941. január 2.                                                                            | 1945. január 4.                                                                            |                                                                                            | |
| 75                                                                                         |                                                                                            | Charles M. Dale                                                                            | 1945. január 4.                                                                            | 1949. január 6.                                                                            |                                                                                            | |
| 76                                                                                         |                                                                                            | Sherman Adams                                                                              | 1949. január 6.                                                                            | 1953. január 1.                                                                            |                                                                                            | Az Egyesült Államok képviselőházának tagja (1945–1947) A Fehér Ház személyzeti főnöke (1953–1958) |
| 77                                                                                         |                                                                                            | Hugh Gregg                                                                                 | 1953. január 1.                                                                            | 1955. január 6.                                                                            |                                                                                            | |
| 78                                                                                         |                                                                                            | Lane Dwinell                                                                               | 1955. január 6.                                                                            | 1959. január 1.                                                                            |                                                                                            | |
| 79                                                                                         |                                                                                            | Wesley Powell                                                                              | 1959. január 1.                                                                            | 1963. január 3.                                                                            |                                                                                            | |
| 80                                                                                         |                                                                                            | John W. King                                                                               | 1963. január 3.                                                                            | 1969. január 2                                                                             |                                                                                            | |
| 81                                                                                         |                                                                                            | Walter R. Peterson Junior                                                                  | 1969. január 2                                                                             | 1973. január 4.                                                                            |                                                                                            | |
| 82                                                                                         |                                                                                            | Meldrim Thomson, Jr.                                                                       | 1973. január 4.                                                                            | 1979. január 4.                                                                            |                                                                                            | |
| 83                                                                                         |                                                                                            | Hugh Gallen                                                                                | 1979. január 4.                                                                            | 1982. december 29.                                                                         |                                                                                            | |
| 84                                                                                         |                                                                                            | Vesta M. Roy                                                                               | 1982. december 29.                                                                         | 1983. január 6.                                                                            |                                                                                            | |
| 85                                                                                         |                                                                                            | John H. Sununu                                                                             | 1983. január 6.                                                                            | 1989. január 4.                                                                            |                                                                                            | A Fehér Ház személyzeti főnöke (1989–1992) |
| 86                                                                                         |                                                                                            | Judd Gregg                                                                                 | 1989. január 4.                                                                            | 1993. január 7.                                                                            |                                                                                            | Az Egyesült Államok képviselőházának tagja (1981–1989) Az Egyesült Államok szenátusának tagja (1993–2011) |
| 87                                                                                         |                                                                                            | Steve Merrill                                                                              | 1993. január 7.                                                                            | 1997. január 9.                                                                            |                                                                                            | |
| 88                                                                                         |                                                                                            | Jeanne Shaheen                                                                             | 1997. január 9.                                                                            | 2003. január 9.                                                                            |                                                                                            | Az Egyesült Államok szenátusának tagja (2009–) |
| 89                                                                                         |                                                                                            | Craig Benson                                                                               | 2003. január 9.                                                                            | 2005. január 6.                                                                            |                                                                                            | |
| 90                                                                                         |                                                                                            | John Lynch                                                                                 | 2005. január 6.                                                                            | 2013. január 3.                                                                            |                                                                                            | |
| 91                                                                                         |                                                                                            | Maggie Hassan                                                                              | 2013. január 3.                                                                            | 2017. január 2.                                                                            |                                                                                            | Az Egyesült Államok szenátusának tagja (2017–) |
| -                                                                                          |                                                                                            | Chuck Morse                                                                                | 2017. január 2.                                                                            | 2017. január 5.                                                                            |                                                                                            | helyettesként |
| 92                                                                                         |                                                                                            | Chris Sununu                                                                               | 2017. január 5.                                                                            | hivatalban                                                                                 |                                                                                            | |

## A New Hampshire-i szenátus elnökei
New Hampshireben nem választanak kormányzóhelyettest, hanem feladatát a helyi szenátus elnöke látja el. 
| Szenátus elnöke                                                                                          | Hivatali idő kezdete                                                                                     | Hivatali idő vége                                                                                        | Párt |
| Föderalista Jacksonian Jackson-ellenes Demokrata-Republikánus Whig Párt Demokrata Párt Republikánus Párt | Föderalista Jacksonian Jackson-ellenes Demokrata-Republikánus Whig Párt Demokrata Párt Republikánus Párt | Föderalista Jacksonian Jackson-ellenes Demokrata-Republikánus Whig Párt Demokrata Párt Republikánus Párt | Föderalista Jacksonian Jackson-ellenes Demokrata-Republikánus Whig Párt Demokrata Párt Republikánus Párt |
| --- | --- | --- | --- |
| Woodbury Langdon                                                                                         | 1784 | 1785 | FÜGG |
| John McClary                                                                                             | 1785 | 1787 | FÜGG |
| Joseph Gilman                                                                                            | 1787 | 1788 | FÜGG |
| John Pickering                                                                                           | 1788 | 1790 | FÜGG |
| Ebenezer Smith                                                                                           | 1790 | 1791 | FÜGG |
| Moses Dow                                                                                                | 1791 | 1792 | FÜGG |
| Ebenezer Smith                                                                                           | 1792 | 1793 | FÜGG |
| Abiel Foster                                                                                             | 1793 | 1793 | |
| Oliver Peabody                                                                                           | 1794 | 1794 | FÜGG |
| Ebenezer Smith                                                                                           | 1795 | 1796 | FÜGG |
| Amos Shepard                                                                                             | 1797 | 1803 | FÜGG |
| Nicholas Gilman                                                                                          | 1804 | 1804 | |
| Clement Storer                                                                                           | 1805 | 1807 | |
| Samuel Bell                                                                                              | 1807 | 1808 | |
| Moses P. Payson                                                                                          | 1809 | 1809 | FÜGG |
| William Plumer                                                                                           | 1810 | 1811 | |
| Joshua Darling                                                                                           | 1812 | 1812 | FÜGG |
| Oliver Peabody                                                                                           | 1813 | 1813 | FÜGG |
| Moses P. Payson                                                                                          | 1814 | 1815 | FÜGG |
| William Badger                                                                                           | 1816 | 1817 | FÜGG |
| Jonathan Harvey                                                                                          | 1817 | 1822 | |
| David L. Morril                                                                                          | 1823 | 1823 | |
| Josiah Bartlet Jr.                                                                                       | 1824 | 1825 | |
| Mathew Harvey                                                                                            | 1825 | 1828 | FÜGG |
| Nahum Parker                                                                                             | 1828 | 1829 | FÜGG |
| Abner Greenleaf                                                                                          | 1829 | 1829 | FÜGG |
| Samuel Cartland                                                                                          | 1829 | 1829 | FÜGG |
| Joseph M. Harper                                                                                         | 1830 | 1830 | FÜGG |
| Samuel Cartland                                                                                          | 1831 | 1831 | FÜGG |
| Benning M. Bean                                                                                          | 1831 | 1832 | |
| Jared W. Williams                                                                                        | 1833 | 1834 | FÜGG |
| Charles F. Grove                                                                                         | 1835 | 1835 | FÜGG |
| James Clark                                                                                              | 1836 | 1836 | FÜGG |
| John Woodbury                                                                                            | 1837 | 1837 | FÜGG |
| Samuel Jones                                                                                             | 1838 | 1838 | FÜGG |
| James McK. Wilkins                                                                                       | 1839 | 1839 | FÜGG |
| James B. Creighton                                                                                       | 1840 | 1840 | FÜGG |
| Josiah Quincy                                                                                            | 1841 | 1842 | FÜGG |
| Titus Brown                                                                                              | 1843 | 1843 | |
| Timothy Hoskins                                                                                          | 1844 | 1844 | FÜGG |
| Asa P. Cate                                                                                              | 1845 | 1845 | FÜGG |
| James U. Parker                                                                                          | 1846 | 1846 | FÜGG |
| Harry Hibbard                                                                                            | 1847 | 1848 | |
| William P. Weeks                                                                                         | 1849 | 1849 | FÜGG |
| Richard Jenness                                                                                          | 1850 | 1851 | FÜGG |
| John S. Wells                                                                                            | 1851 | 1852 | |
| James M. Rix                                                                                             | 1853 | 1853 | |
| J. Everett Sargent                                                                                       | 1854 | 1855 | FÜGG |
| William Haile                                                                                            | 1855 | 1855 | FÜGG |
| Thomas J. Melvin                                                                                         | 1856 | 1856 | FÜGG |
| Moody Currier                                                                                            | 1857 | 1857 | |
| Austin F. Pike                                                                                           | 1858 | 1858 | |
| Joseph A. Gilmore                                                                                        | 1859 | 1859 | FÜGG |
| George S. Towle                                                                                          | 1860 | 1860 | FÜGG |
| Herman Foster                                                                                            | 1861 | 1861 | FÜGG |
| William H. Y. Hackett                                                                                    | 1862 | 1862 | FÜGG |
| Onslow Stearns                                                                                           | 1863 | 1863 | FÜGG |
| Charles H. Bell                                                                                          | 1864 | 1864 | |
| Ezekiel A. Straw                                                                                         | 1865 | 1866 | |
| Daniel Barnard                                                                                           | 1866 | 1867 | FÜGG |
| William T. Parker                                                                                        | 1867 | 1868 | FÜGG |
| Ezra A. Stevens                                                                                          | 1868 | 1869 | FÜGG |
| John Y. Mugridge                                                                                         | 1869 | 1870 | FÜGG |
| Nathanial Gordon                                                                                         | 1870 | 1871 | FÜGG |
| George W. M. Pittman                                                                                     | 1871 | 1872 | FÜGG |
| Charles H. Campbell                                                                                      | 1872 | 1873 | FÜGG |
| David A. Wade                                                                                            | 1873 | 1874 | FÜGG |
| William H. Grove                                                                                         | 1874 | 1875 | FÜGG |
| John W. Sanborn                                                                                          | 1875 | 1876 | FÜGG |
| Charles Holman                                                                                           | 1876 | 1877 | FÜGG |
| Nathaniel Head                                                                                           | 1877 | 1878 | FÜGG |
| David H. Buffum                                                                                          | 1878 | 1879 | FÜGG |
| Jacob H. Gallinger                                                                                       | 1879 | 1881 | |
| John Kimball                                                                                             | 1881 | 1883 | |
| Charles H. Bartlett                                                                                      | 1883 | 1885 | FÜGG |
| Chester Pike                                                                                             | 1885 | 1887 | |
| Frank Dunklee Currier                                                                                    | 1887 | 1889 | |
| David A. Taggart                                                                                         | 1889 | 1891 | |
| John McLane                                                                                              | 1891 | 1895 | |
| Frank W. Rollins                                                                                         | 1895 | 1897 | |
| Chester B. Jordan                                                                                        | 1897 | 1899 | |
| Thomas N. Hastings                                                                                       | 1899 | 1901 | |
| Bertram Ellis                                                                                            | 1901 | 1903 | |
| Charles W. Hoitt                                                                                         | 1903 | 1905 | |
| George H. Adams                                                                                          | 1905 | 1907 | |
| John Scammon                                                                                             | 1907 | 1909 | |
| Harry T. Lord                                                                                            | 1909 | 1911 | |
| William D. Swart                                                                                         | 1911 | 1913 | |
| Enos K. Sawyer                                                                                           | 1913 | 1915 | |
| George I. Haselton                                                                                       | 1915 | 1917 | |
| Jesse M. Barton                                                                                          | 1917 | 1919 | |
| Artur P. Morill                                                                                          | 1919 | 1921 | |
| Leslie P. Snow                                                                                           | 1921 | 1923 | |
| Wesley Adams                                                                                             | 1923 | 1925 | |
| Charles W. Tobey                                                                                         | 1925 | 1927 | |
| Frank P. Tilton                                                                                          | 1927 | 1929 | |
| Harold K. Davison                                                                                        | 1929 | 1931 | |
| Arthur R. Jones                                                                                          | 1931 | 1933 | |
| George D. Cummings                                                                                       | 1933 | 1935 | |
| Charles M. Dale                                                                                          | 1935 | 1937 | |
| Anson C. Alexander                                                                                       | 1937 | 1939 | |
| Robert O. Blood                                                                                          | 1939 | 1941 | |
| William M. Cole                                                                                          | 1941 | 1943 | |
| Ansel N. Sanborn                                                                                         | 1943 | 1945 | |
| Donald G. Matson                                                                                         | 1945 | 1947 | |
| Charles H. Barnard                                                                                       | 1947 | 1949 | |
| Perkins Bass                                                                                             | 1949 | 1951 | |
| Blaylock Atherton                                                                                        | 1951 | 1953 | |
| Lane Dwinell                                                                                             | 1953 | 1955 | |
| Raymond K. Perkins                                                                                       | 1955 | 1957 | |
| Eralsey C. Ferguson                                                                                      | 1957 | 1959 | |
| Norman A. Packard                                                                                        | 1959 | 1961 | |
| Samuel Green                                                                                             | 1961 | 1963 | |
| Phillip S. Dunlap                                                                                        | 1963 | 1965 | |
| Stewart Lamprey                                                                                          | 1965 | 1969 | |
| Arthur Tufts                                                                                             | 1969 | 1970 | |
| John R. Bradshaw                                                                                         | 1971 | 1972 | |
| David L. Nixon                                                                                           | 1973 | 1974 | |
| Alf E. Jacobson                                                                                          | 1975 | 1979 | |
| Robert B. Monier                                                                                         | 1979 | 1982 | |
| Vesta M. Roy                                                                                             | 1983 | 1986 | |
| William S. Bartlett, Jr.                                                                                 | 1987 | 1990 | |
| Edward C. Dupont, Jr.                                                                                    | 1991 | 1993 | |
| Ralph D. Hough                                                                                           | 1993 | 1994 | |
| Joseph L. Delahunty                                                                                      | 1995 | 1999 | |
| Clesson J. Blaisdell                                                                                     | 1999 | 1999. augusztus                                                                                          | |
| Beverly Hollingworth                                                                                     | 1999. augusztus                                                                                          | 2000 | |
| Arthur P. Klemm, Jr.                                                                                     | 2000 | 2002 | |
| Thomas R. Eaton                                                                                          | 2002 | 2005 | |
| Theodore Gatsas                                                                                          | 2005 | 2006 | |
| Sylvia Larsen                                                                                            | 2006 | 2010 | |
| Peter Bragdon                                                                                            | 2010 | 2013 | |
| Chuck Morse                                                                                              | 2013 | 2018 | |
| Donna Soucy                                                                                              | 2018 | 2020 | |
| Chuck Morse                                                                                              | 2020 | 2022 | |
| Jeb Bradley                                                                                              | 2022 | hivatalban                                                                                               | |